# Дорогичинський повіт

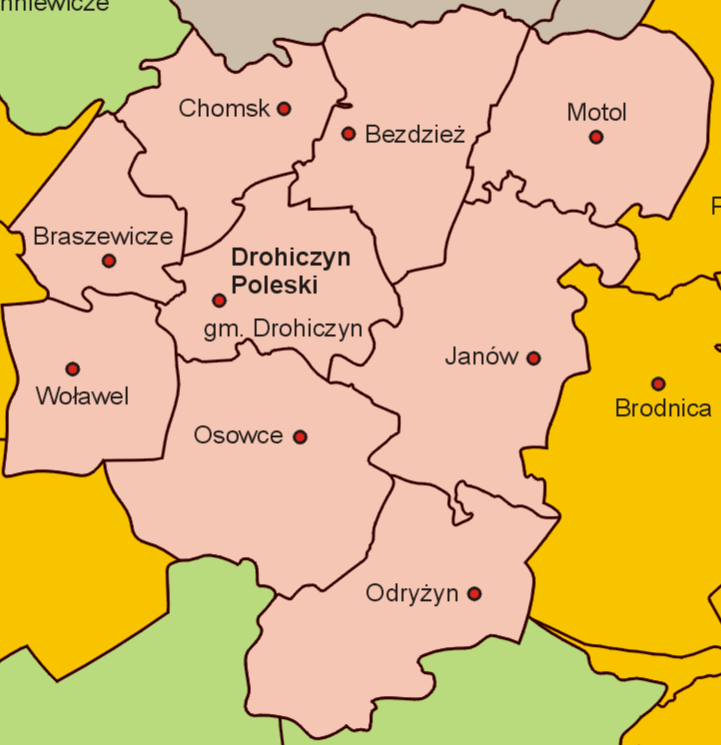
Дорогичинський повіт

Дорогичинський повіт Поліського воєводства (пол. Powiat drohicki) — адміністративно-територіальна одиниця спершу в складі Поліського воєводства II Речі Посполитої, наприкінці — СРСР (Білоруська РСР). Знаходився на півночі української етнічної території.
Утворений 12 грудня 1920 року після польської окупації західноукраїнських земель з гмін колишнього Кобринського повіту:
- Імєнін (до 1928),
- Воловце,
- Хомськ,
- Дорогичин,
- Брашевіче,
- Осовце,
- Одрижин,
- Вороцевіче (до 1928),
- Янув,
- Мотоль,
- Дружиловіче (до 1928),
- Бердзєж.

Повітове містечко — Дорогичин. Складався з 12 сільських ґмін і 2 містечок (Іванове і Мотоль).
19 лютого 1921 . включений до новоутвореного Поліського воєводства.
1 жовтня 1922 р. вилучено державний маєток Тороканє з ґміни Імєнін Дорогичинського повіту і включено до ґміни Антополь Кобринського повіту.
1 січня 1926 р. розпорядженням Міністра внутрішніх справ Польщі вилучено село Закалля з ґміни Дружиловіче і включено до ґміни Мотоль, колонію Дубово вилучено з ґміни Осовце і включено до ґміни Дорогичин, село Цибки вилучено з ґміни Імєнін та фільварок Хлівичі — з ґміни Воловель і включені до ґміни Брашевіче.
Розпорядженням Ради Міністрів Польщі 19 березня 1928 р. ліквідовано ґміну Дружиловіче, а належні до неї поселення включено:
- села Лучки (біл. Лучкі), Смердяче і Замошшя (біл. Замошша) та фільварок Замошшя — до ґміни Мотоль Дорогичинського повіту;
- село Варатицьк (біл. Вартыцк) — до ґміни Бердзєж Дорогичинського повіту;
- село Борова (біл. Баравая) — до ґміни Пожече Пінського повіту
- решту сіл — до ґміни Янув Дорогичинського повіту.

Розпорядженням Міністра внутрішніх справ Польщі 23 березня 1928 р.:
- ліквідовано ґміну Імєнін, а належні до неї поселення включено:
  - села Окропне, Осовляни (біл. Осовляны) і Скрипелі (біл. Скрыпялі) — до ґміни Хомськ,
  - решту сіл — до ґміни Брашевіче;
- ліквідовано ґміну Волавель, а належні до неї поселення включено до ґміни Брашевіче;
- ліквідовано ґміну Вороцевіче, а належні до неї поселення включено:
  - села Горбаха (біл. Гарбаха), Гута (біл. Гута) і Кристинів (біл. Красцінава) та фільварки Гута, Кристинів, Острівки і колонія Гута — до ґміни Осовце,
  - села Гутово (біл. Гутава), Якубово (Яковіво) і Оґдемєр (біл. Агдэмер) — до ґміни Дорогичин Дорогичинського повіту,
  - решту сіл — до ґміни Янув;
- село Симоновичі (біл. Сіманавічы) з ґміни Брашевіче Дорогичинського повіту передано до ґміни Хомськ;
- село Дроботи (біл. Дробаты) і колонія Дроботи з ґміни Бердзєж Дорогичинського повіту передано до ґміни Дорогичин;
- село Кулішівці з ґміни Дорогичин Дорогичинського повіту передано до ґміни Бердзєж.

Розпорядженням Міністра внутрішніх справ Польщі 25 вересня 1928 р. відновлено ліквідовану ґміну Волавель, а належні попередньо до неї поселення вилучено з ґміни Брашевіче.
У 1931 році загальна площа повіту — 2351 км², населення — 97.000 осіб. У склад повіту входило 12 сільських гмін і 2 містечка.
Повіт включений до новоутвореної Пінської області 4 грудня 1939 р., ліквідований 15 січня 1940 р. після поділу на Дорогичинський та Івановський райони. Під час німецької окупації територія була включена до Кобринського ґебіту Генеральної округи Волинь-Поділля, тобто німці визнавали Пінщину українською етнічною територією.